# René Morax
Pour les articles homonymes, voir Morax (homonymie).
René Morax, né à Morges le 11 mai 1873 et mort dans la même ville le 3 janvier 1963, est un écrivain et dramaturge vaudois.

## Biographie
Il a étudié les lettres à Lausanne, Paris et Berlin. Sa première pièce dramatique, La Nuit des quatre-temps (1901) fut donnée au casino de Morges. Ce spectacle, inspiré d'une légende valaisanne, donne une nouvelle orientation à la culture en Suisse. En effet, à l'exemple de ce qui se fait en France, il s'agit là de la première expression d'une véritable forme de théâtre populaire. Cette pièce se vit décerner le Prix Rambert 1906.

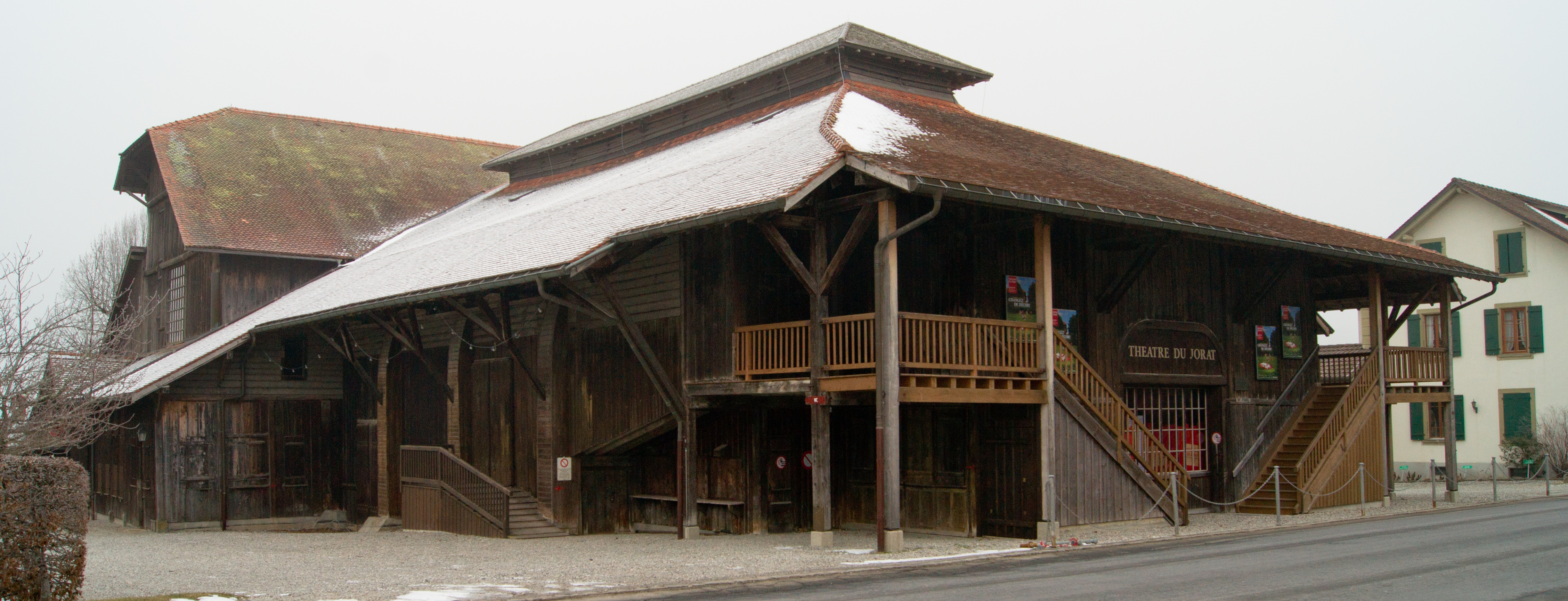
Vue générale du Théâtre du Jorat.

Affiche pour La nuit des Quatre Temps, 1912.

Deux ans plus tard, il crée La Dîme dans le petit village campagnard de Mézières. Ce drame, basé sur un fait historique bien connu dans la région, raconte l'histoire du pasteur Martin qui, en 1790, avait été jeté en prison parce qu'il contestait le fait que les paysans dussent payer un impôt sur les pommes de terre. L'immense succès rencontré par La Dîme permet à René Morax d'envisager la construction d'un théâtre permanent à Mézières. Ainsi naît en 1908 le Théâtre du Jorat, bientôt surnommé la « Grange sublime ».
Il est également nommé poète officiel et metteur en scène de la Fête des Vignerons de 1905, ce qui l'amène à travailler avec Gustave Doret, compositeur officiel.
René Morax écrit et met en scène de nombreux drames paysans et historiques pour le Théâtre du Jorat. En 1910, il crée Aliénor, une nouvelle fois avec Gustave Doret, puis en 1921 l'oratorio Le Roi David avec un jeune compositeur alors inconnu, Arthur Honegger.
René Morax est aussi auteur de petites comédies et de farces, dont Les Quatre Doigts et le Pouce créée à Morges en 1902 (redonnée à de multiples reprises, notamment par le théâtre des Faux-Nez en 1955), de traductions et d’adaptations qui en ont fait l’auteur de théâtre contemporain le plus fécond de Suisse romande.

## Théâtre
- 1901 : La Nuit des quatre-temps
- 1902 : Claude de Siviriez, écrit en octobre 1902, édité en 1903, représenté le 26 février 1903 (Troupe du Théâtre, direction J. Darcourt)
- 1903 : La Dîme
- 1910 : Aliénor
- 1915 : Les Quatre Doigts et le Pouce
- 1921 : Le Roi David, musique de Arthur Honegger
- 1937 : La Servante d’Évolène, tirée d'une légende valaisanne, musique de Gustave Doret.

## Sources

### Archives
- Fonds : René Morax (1901 - 1968) [0,70 mètre linéaire].  Cote : CH-000053-1 P Morax. Archives cantonales vaudoises (présentation en ligne).

### Ouvrages
- À contre temps huitante textes vaudois de 1980 à 1380, p. 160-165
- P.-Ol. Walzer Dictionnaire des littératures suisses, p. 409
- H.-Ch.Dahlem Sur les pas d'un lecteur heureux guide littéraire de la Suisse, p. 413
- R. Francillon Histoire de la littérature en Suisse romande, vol. 2, p. 323-326, p. 334-336
- A. Nicollier, H.-Ch. Dahlem Dictionnaire des écrivains suisses d'expression française, vol. 2, p. 605-608
- dessin photographie d'une coupe du théâtre de René Morax, à Mézières, photographie Arthur Buttel, Ferlens Patrie suisse, (René Morax) 1908, no 379, p. 83-84
- photo Thibault, Morges Patrie suisse, (E. de B.), 1902, no 216, p. 5-8